# Replicant
Replicant (prt: A Réplica; bra: Replicante) é um filme estadunidense de 2001, dos gêneros ação e ficção científica, dirigido por Ringo Lam.
Gravado em Vancouver (Canadá) e Seattle (Estados Unidos),[carece de fontes?] Replicant é a segunda parceria entre Van Van Damme e Ringo Lam.[carece de fontes?]

## Sinopse
Um policial (Michael Rooker) é designado para prender um assassino em série conhecido como Lux Savarra (Van Damme). Após diversas tentativas frustradas, ele recebe a ajuda da segurança nacional (NSA), que faz um clone do bandido, para tentar prever sua próxima jogada. Mas quando o bandido descobre que tem um replicante, ele tenta de todas as formas confundir a mente de seu clone.

## Recepção da crítica
Replicant teve recepção desfavorável por parte da crítica especializada. No Rotten Tomatoes, possui tomatometer de 27% em base de 11 críticas. Tem 34% de aprovação por parte da audiência, usada para calcular a recepção do público a partir de votos dos usuários do site.